# Сирийское вторжение в Иорданию
Сирийское вторжение в Иорданию началось 18 сентября 1970 года с целью оказания помощи восставшим палестинцам, которые выступили против короля Иордании.
После начала арабо-израильского конфликта большое количество палестинских беженцев скопилось в Иордании. Они не смирились с утратой своих земель и стали формировать вооруженные отряды «народной милиции». Пассивная роль короля Иордании в палестинском вопросе не устраивала палестинских активистов и они совершили неудачное покушение 1 сентября 1970 года. Между иорданской армией и палестинскими боевиками начались столкновения. 16 сентября король Хуссейн ввел чрезвычайное положение и использовал против палестинских баз в Ирбиде, Эз-Зарка и Джараш танки и самолёты.
Вначале сирийские военные были представлены силами разведки, но уже 20 сентября на территорию Иордании для поддержки палестинского восстания вошли две танковые бригады. Всего во вторжении участвовало около 250 танков (Т-55). В ответ король Иордании Хуссейн направил 40-ю бронетанковую бригаду при поддержке авиации. Существует версия о «дружеском огне» сирийских военных, который помешал вторжению. Также существует версия об американском давлении, израильской авиации и нежелании СССР обострять ситуацию.
22 сентября сирийские танки начали отступление. Количество погибших сирийских военных оценивается от 100 до 600.
Провал сирийского вторжения в Иорданию привел к государственному перевороту в Сирии.